# Skelettjord
Skelettjord är växtjord uppblandad med grov (100–150 mm) makadam. Jordkonstruktionen är en landskapsarkitektonisk åtgärd för att rötter hos träd planterade i hårdgjord stadsmiljö skall kunna växa. Skelettjord kan också fungera som dagvattenmagasin.